# Mărăşeşti
Mărășești (rumænsk udtale: [mərəˈʃeʃtʲ] ( hør)) er en lille by i distriktet Vrancea i Vestmoldavien, Rumænien. Den har 11.314 (2021) indbyggere, og administrerer seks landsbyer: Călimănești, Haret, Modruzeni, Pădureni, Siretu og Tișița.

## Geografi
Byen ligger i den østlige del af distriktet, på grænsen til distriktet Galați . Den ligger 20 km nord for distriktets hovedsæde, Focșani. Mărășești ligger på højre bred af floden Siret, som adskiller det fra Galați, i det område, hvor Siret modtager vandet fra floderne Șușița og Zăbrăuț.

## Historie
Kong Milan 1. af Serbien blev født i Mărășești den 22. august 1854.
I 1917 under Første Verdenskrig blev Slaget ved Mărășești (en) mellem Kongeriget Rumænien og Det tyske kejserrige udkæmpet i nærheden af byen. Det var det sidste større slag på den rumænske front under 1. verdenskrig. Et mausoleum med resterne af 5.073 rumænske soldater blev bygget til minde om den rumænske sejr.